# Hjärup

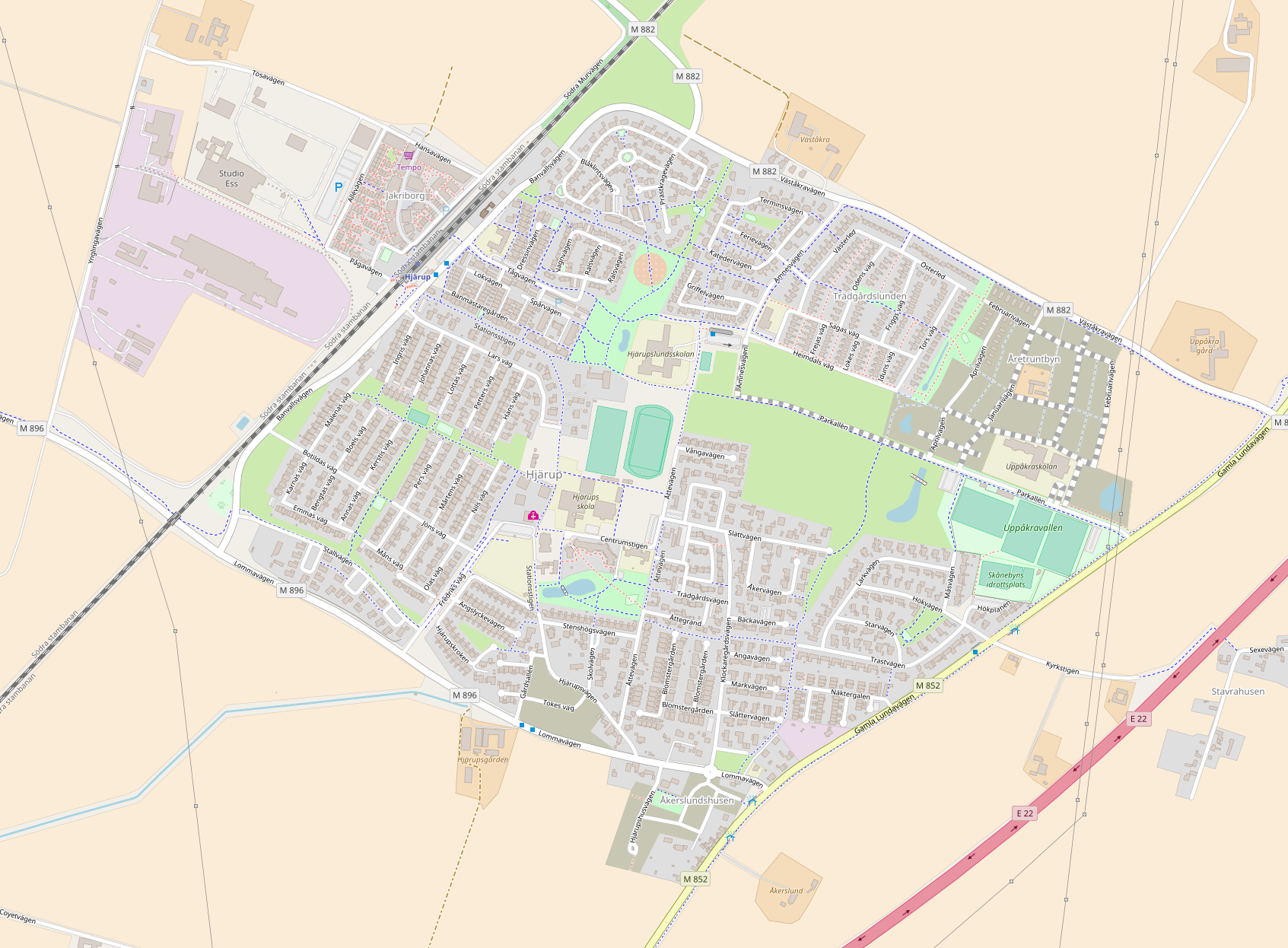
Karta över Hjärup

Hjärup är en tätort i de västra delarna av Staffanstorps kommun, mellan Malmö och Lund, belägen på Lundaslätten söder om Lund. Alnarpsån passerar tätorten i söder.

## Historia
I Hjärup står den vikingatida runstenen Uppåkrastenen.
Det äldsta belägget för ortnamnet Hjärup härrör från 1164 då byn omnämns som Hyathorp. Förleden kan möjligen härledas till ett mansnamn; efterleden -torp antas allmänt syfta på nybyggen. Den medeltida byn har sitt ursprung i en vikingatida bosättning utanför Uppåkra med två "storgårdar" från tiden kring år 1000, vardera av en storlek som var något större än de närliggande samtida storgårdarna i Södra Sallerup, Sunnanå och kungsgården i Oxie.
I början av 1950-talet fanns ett trettiotal hus i och kring Uppåkra stationsby. 1962 anlades en betongelementfabrik. Från 1960-talet har småhus byggts öster om Uppåkra station, först på gården Hjerups marker, och Hjärup utvecklats till en sovstad begränsad av järnvägen i väster och landsvägen Malmö-Lund i öster.
Från 1990-talet har Hjärup expanderat också väster om järnvägen. När Hjärups station byggdes om i början av 2020-talet var det kommunens målsättning att få bort järnvägens barriäreffekt. Strävan var att få spåren övertäckta, men istället blev spår och perronger sänkta till nivån 4 meter under marknivån och en bred bro, Stationsbron, 27 meter bred och 52 meter lång, byggdes tvärs över Södra stambanan och stationen, avsedd att binda ihop tätortens delar öster och väster om järnvägen.

### Befolkningsutveckling
| Befolkningsutvecklingen i Hjärup 1960–2020                                                  | Befolkningsutvecklingen i Hjärup 1960–2020 | Befolkningsutvecklingen i Hjärup 1960–2020 | Befolkningsutvecklingen i Hjärup 1960–2020 | Befolkningsutvecklingen i Hjärup 1960–2020 |
| ------------------------------------------------------------------------------------------- | ------------------------------------------ | ------------------------------------------ | ------------------------------------------ | ------------------------------------------ |
|                                                                                             |                                            |                                            |                                            |                                            |
| År                                                                                          |                                            |                                            | Folkmängd                                  | Areal (ha)                                 |
| 1960                                                                                        | 1960                                       |                                            | 353                                        |                                            |
| 1965                                                                                        | 1965                                       |                                            | 724                                        |                                            |
| 1970                                                                                        | 1970                                       |                                            | 1 208                                      |                                            |
| 1975                                                                                        | 1975                                       |                                            | 2 071                                      |                                            |
| 1980                                                                                        | 1980                                       |                                            | 2 295                                      |                                            |
| 1990                                                                                        | 1990                                       |                                            | 2 756                                      | 142                                        |
| 1995                                                                                        | 1995                                       |                                            | 3 040                                      | 149                                        |
| 2000                                                                                        | 2000                                       |                                            | 3 402                                      | 158                                        |
| 2005                                                                                        | 2005                                       |                                            | 3 885                                      | 159                                        |
| 2010                                                                                        | 2010                                       |                                            | 4 265                                      | 170                                        |
| 2015                                                                                        | 2015                                       |                                            | 4 744                                      | 199                                        |
| 2020                                                                                        | 2020                                       |                                            | 5 675                                      | 228                                        |
| Anm.: Namnändring 1965 från Hjärup till Uppåkra. Namnändring 1970 från Uppåkra till Hjärup. |                                            |                                            |                                            |                                            |

## Samhället
I Hjärup finns tre av Staffanstorps kommunala grundskolor: Hjärupslundsskolan, Hjärups skola och Uppåkraskolan. Det finns en Montessoriförskola och tre kommunala förskolor: Uppåkra förskola, Stationsbyns förskola och Ängslyckans förskola. 
Föreningslivet i Hjärup innefattar Uppåkra IF med aktiviteter som tennis, basket och i synnerhet fotboll. Fotbollsanläggningen Uppåkravallen i nordöstra Hjärup invigdes hösten 2014.
Under hösten 2023 fick Hjärup en Coop butik i utkanten av samhället.

### Jakriborg
Huvudartikel: Jakriborg
Bebyggelsen i Hjärup låg till slutet av 1990-talet på den östra sidan av järnvägen, då flerfamiljshusområdet Jakriborg byggdes omedelbart väster om järnvägsstationen, uppmärksammat för tät bebyggelse, i motsats till resten av Hjärup, och att husen är byggda i "hansastil", en efterlikning i modern tid (pastisch) av den medeltida bebyggelsen i äldre hansastäder.
Valdistriktet Jakriborg hade 2022 drygt 1400 invånare, en knapp fjärdedel av Hjärups totala befolkning.

## Kollektivtrafik

### Busstrafik
Skånetrafikens regionbusslinjer trafikerar Hjärup.

### Hjärups station
Pågatågen har en station i Hjärup, 6 minuter från Lund C respektive 12 minuter från Malmö C, dagtid med idag (2025) fyra avgångar i timmen i vardera riktning.
Uppåkra station vid Södra stambanan öppnades 1910, 3 km väster om Uppåkra by, med stationshus ritat av Folke Zettervall. Byggnaden finns fortfarande kvar, men stationen ersattes 1983 av Hjärups hållplats, omedelbart söder om stationshuset. 

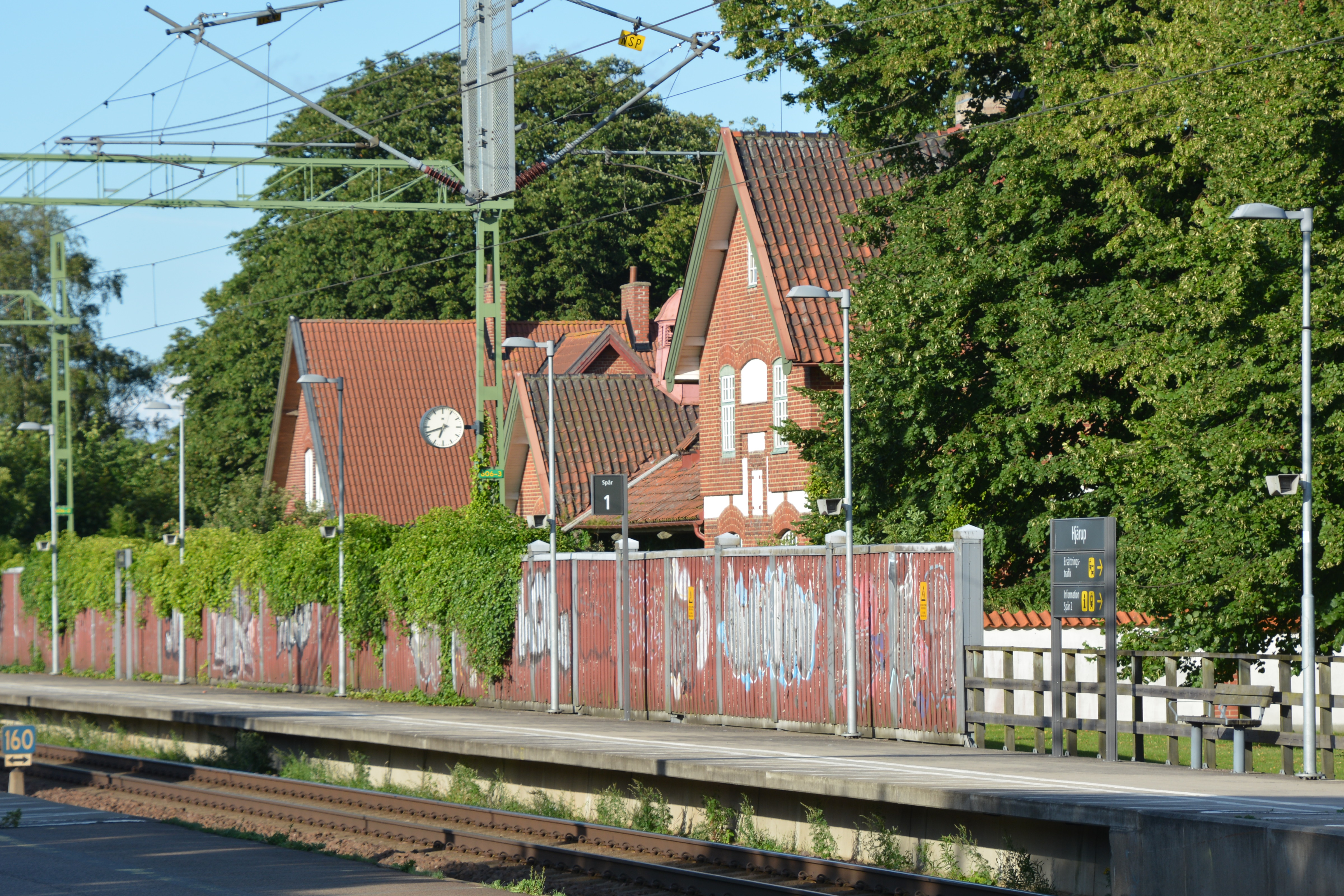
Uppåkra stationshus
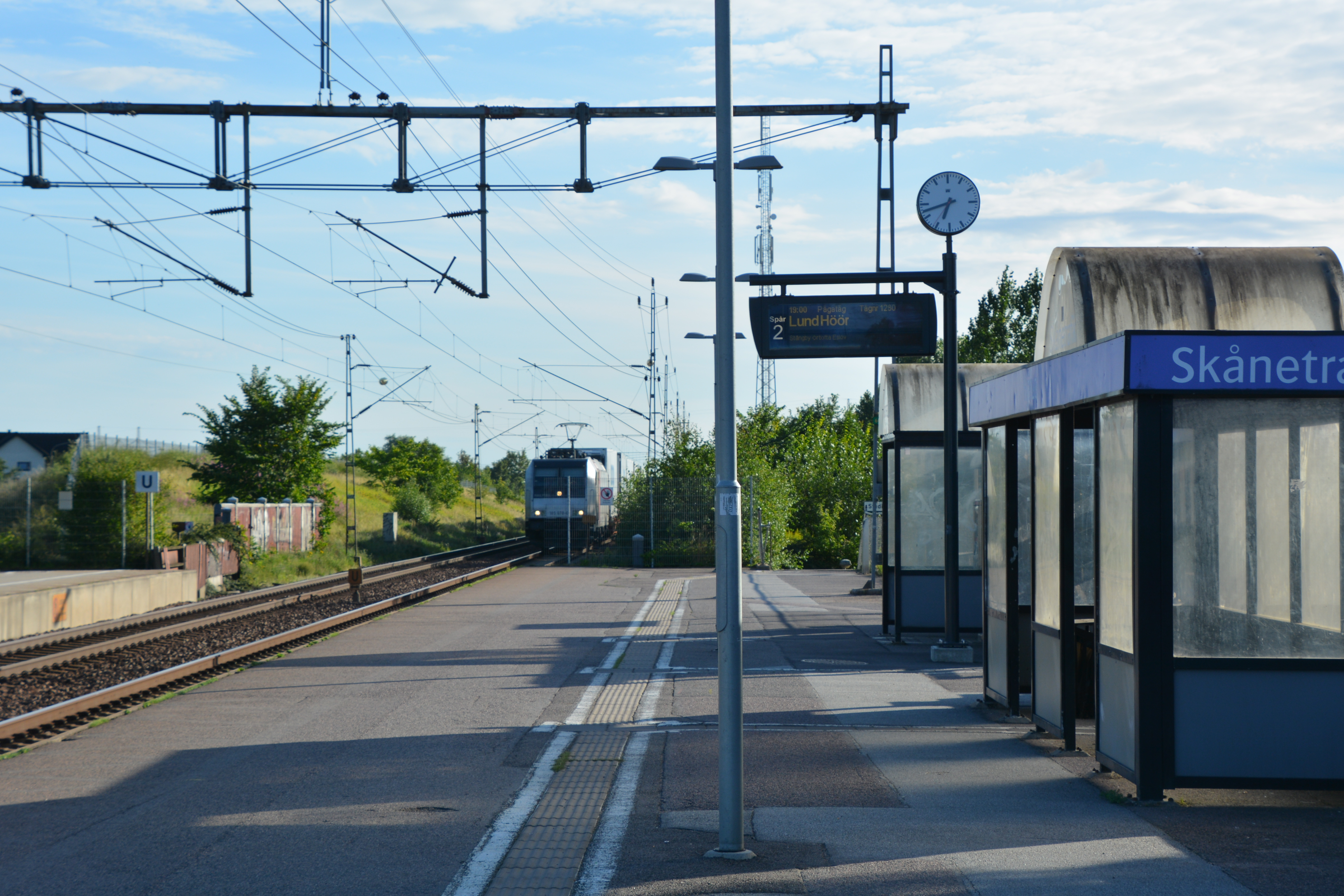
Hjärups station söderut, före ombyggnad, med passerande godståg
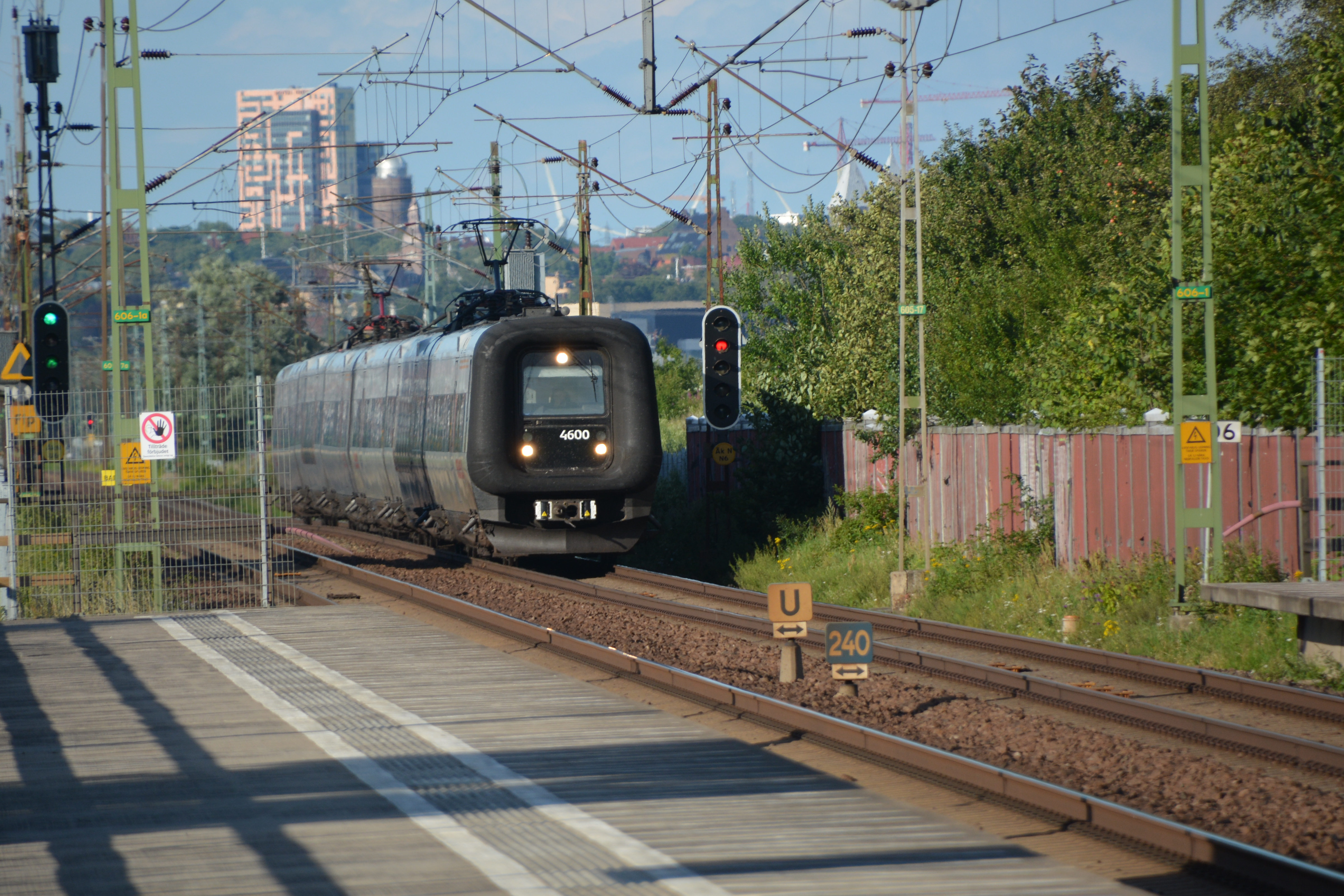
Hjärups station norrut, innan den blev ombyggd, med ett passerande Öresundståg och, i bakgrunden, Ideon Gateway

## Personer från orten
Från Hjärup kommer bland andra musikern, skådespelaren och estradpoeten Emil Jensen, skådespelaren Fanny Ketter och innebandyspelaren Niklas Jihde samt serietecknaren, komikern och rapparen Simon Gärdenfors. Även poeten Anna Axfors är bosatt i Hjärup.